# Національний банк України (будівля)
Будинок Національного банку України — будинок, в якому розташований Національний банк України в історичній місцевості Липки в Печерському районі міста Києва, за адресою: вул. Інститутська, 9-а.

## Старий будинок
Контору Державного комерційного банку Росії в Києві було засновано більше півтора століття тому — 1839 року. Згодом для неї купили великий двоповерховий будинок у стилі ампір на Інститутській вулиці, що належав київському дворянству. Тут пізніше розмістилася і створена 1860 року на базі ліквідованих Позикового та Комерційного банків Київська контора Державного банку Росії.
Це була вельми вишукана двоповерхова споруда з ефектним восьмиколонним портиком та двома виступами по боках фасаду. Проте рік у рік фінансові операції банку зростали і ставало дедалі очевидніше, що стара будівля вже не може задовольнити потреб контори Держбанку. Вирішено було споруджувати новий сучасний будинок. Як пише український історик Федір Ернст у путівнику «Київ. Провідник», виданому в 1930 році, старий будинок було «вкрай зіпсовано — одрізано праве крило і знищено портик».
Щоправда, спершу старий будинок планували все-таки пристосувати до вимог часу, однак із цього нічого не вийшло. Одним із аргументів проти реконструкції були «незручності віддаленості будинку від центру торгово-промислової діяльності м. Києва — Хрещатика — і поганого з ним сполучення через крутий підйом по Інститутській вулиці». Цілих десять років пішло на підшукування все нових і нових місць для будівництва (які в Петербурзі відхиляли одне за одним), переконування Державного банку в Петербурзі і тодішнього міністра фінансів Вітте, що розширити старий будинок неможливо, тому потрібно споруджувати новий. Лише восени 1902 року розпочалося будівництво. І не на звабливому Хрещатику, а на тій же Інститутській, поряд зі старим приміщенням банку.

## Будівництво нового будинку за проєктом Кобелєва та Вербицького

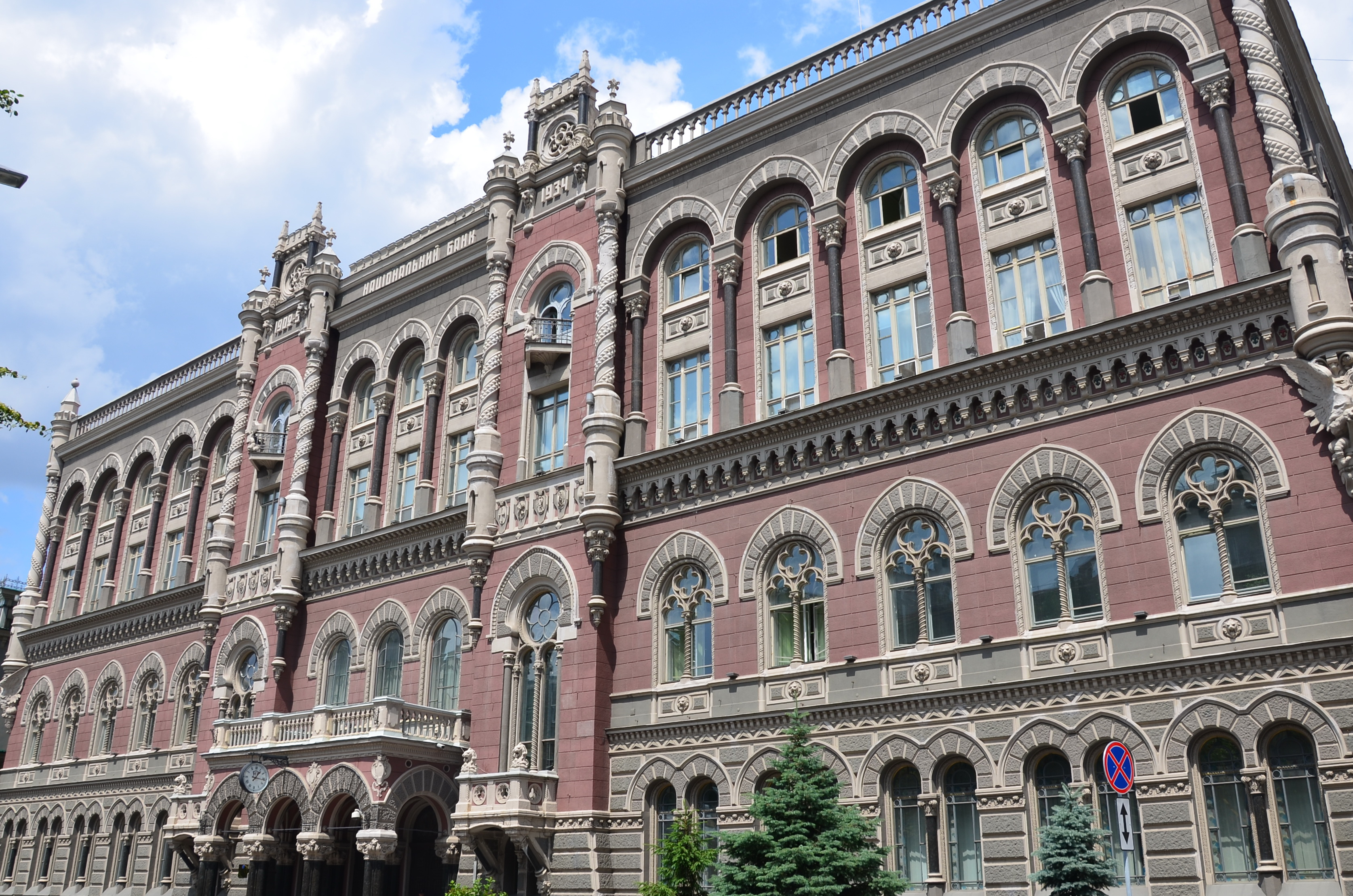
Будівля Національного банку України

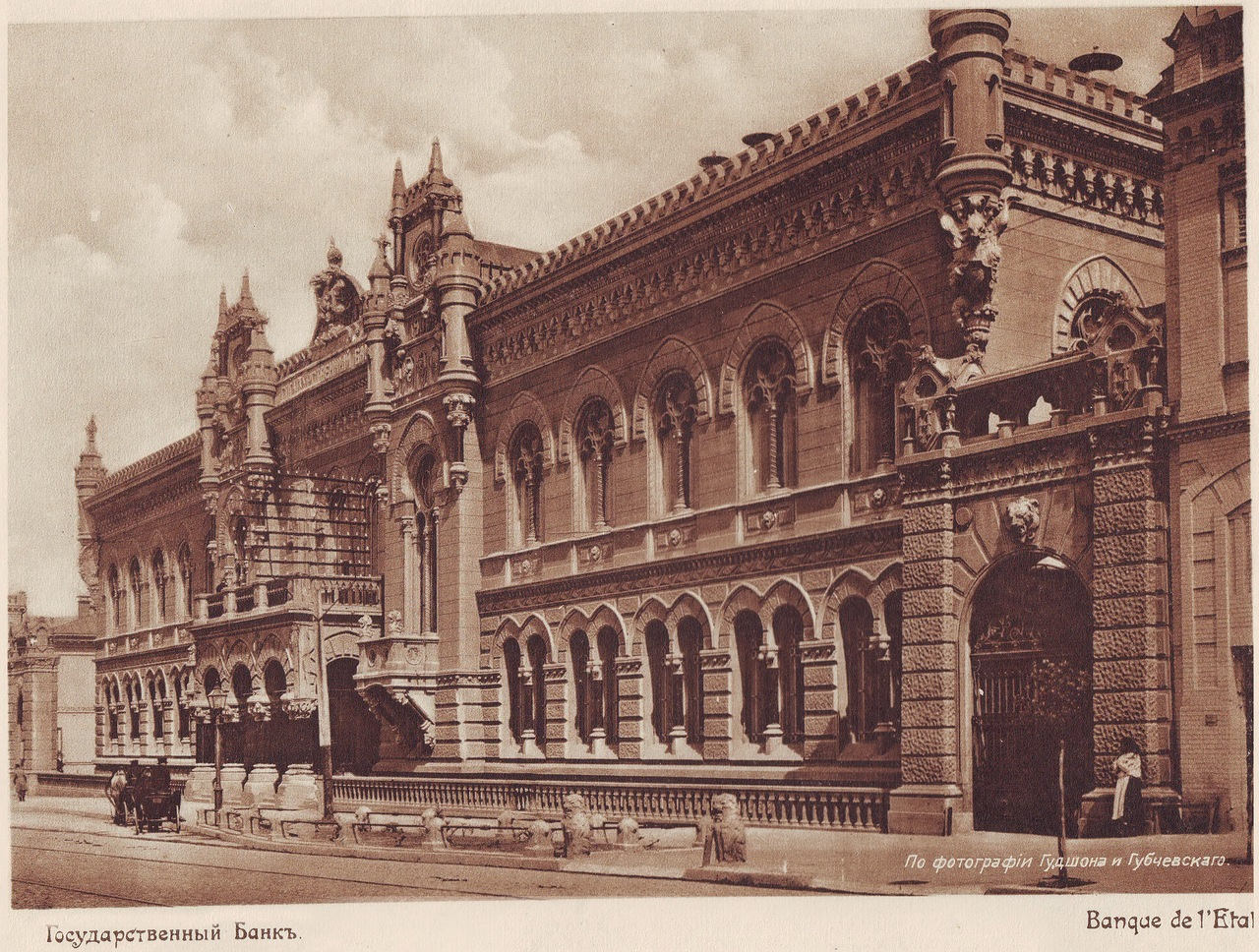
Будинок Державного банку, 1911 рік

Участь у конкурсі із розробки проєкту взяли архітектори О. В. Кобелєв, П. І. Голландський і В. В. Городецький. Найкращим визнали проєкт О. В. Кобелєва, який узявся за діло. Пізніше до нього приєднався О. М. Вербицький, за ескізами котрого розроблено головний фасад. Для керівництва роботами створили спеціальну будівельну комісію. Вона розробила принципи, які лягли в основу робіт:
1. одразу намітити розміри приміщень, які можуть задовольнити потреби не менш як на 50 років,
2. під час спорудження будівлі звернути більше уваги на міцність і довговічність її конструктивних частин, які б відповідали призначенню будівлі і не потребували частого ремонту
3. цілком убезпечити в пожежному відношенні, майже повністю виключивши дерев'яні частини".

Ці приписи скрупульозно виконали. Крім усього іншого, у банку навіть передбачили «запасне підземелля для майбутніх потреб 103 кв. сажені».
Щоб добитися якнайкращого виконання робіт, члени комісії вирішили не віддавати здійснення проєкту, так би мовити, до одних рук. Заяви на участь у будівництві подали близько ста фірм. На кожен вид робіт влаштовувався конкурс, між солідними, відомими фірмами, які вже зарекомендували себе на інших об'єктах. У результаті жорсткого відбору право на виконання тих чи інших робіт одержали близько двадцяти підрядників, у тому числі Південно-російський машинобудівний завод, фірми і будівельні контори Гінзбурга, Шмідта, Броніковського і Зоммера, Шварценберга і Сафонова, лейпцизькі, магдебурзькі та інші. Облицювати будинок штучним каменем і виконати художні роботи всередині приміщення було доручено італійському скульптору Еліо Саля.
1 серпня 1905 року (за старим календарним стилем) контора перенесла свої операції до нового будинку, а 22 лютого наступного року — приміщення було освячено. Київ одержав прекрасну, зведену за останнім словом техніки, двоповерхову будівлю із цокольним та підвальним поверхами. Вона була оснащена центральним паровим опаленням, електричним освітленням, подвійною вентиляційною системою — нагнітальною і витяжною. Сім електричних вентиляторів загальною потужністю близько 18 кінських сил могли протягом години двічі перекачати в приміщеннях усе повітря. Взимку воно підігрівалося батареями, влітку, проходячи холодними підземними каналами, — охолоджувалося (крім того, його можна було охолодити додатково, якщо заповнити зволожувальний резервуар льодом).

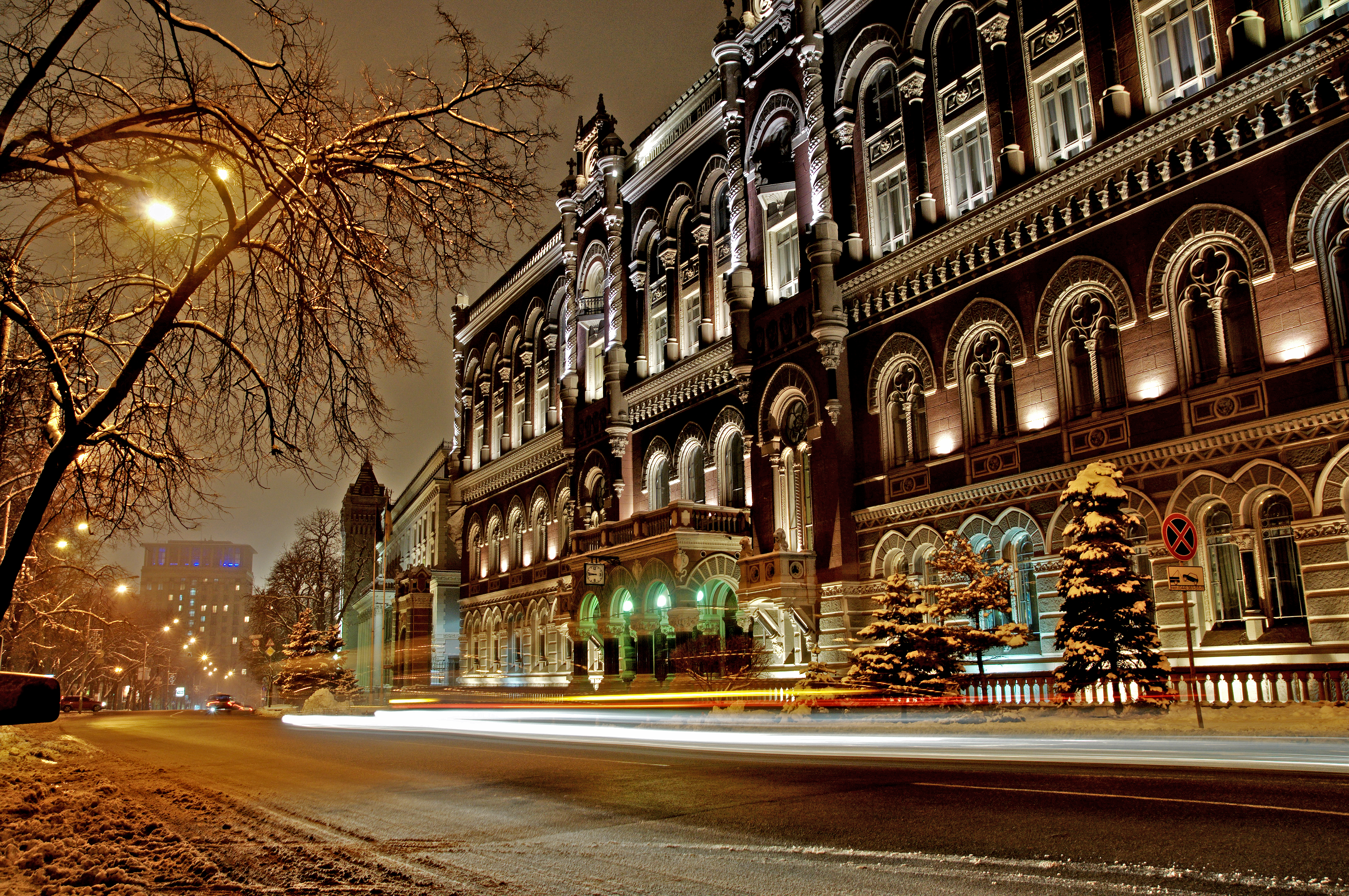
Будівля Національного банку України вночі

Як наголошується в цитованому вже короткому нарисі про спорудження контори, виданому, найімовірніше 1906 року в Києві, «питання опалення і вентиляції настільки важливе в таких будинках, що в членів комісії жодного разу не було сумнівів щодо застосування всього найкращого, що є в цій справі, незважаючи на чималі затрати. Вартість усіх споруд, пов'язаних із опаленням і вентиляцією, разом із будівельними роботами доходить до 100.000 руб.» (Дев'ята частина від вартості спорудження всього будинку банку із чотириповерховим флігелем для службовців та закупівлею меблів!).
Повітря для вентиляції бралося в спеціально посадженому у дворі банку розарії. Щоранку вмикалися спеціальні повітрозабірники і на всі поверхи робочих приміщень подавався п'янкий аромат троянд. Під час реконструкції і капітального ремонту будинку НБУ була спроба відновити роботу цієї системи. З'ясувалося, що вентиляційні ходи в повному порядку. На місці ж колишнього розарію, біля повітро-забірних шахт знаходиться гараж. 
Згідно з проєктним завданням між сусідньою садибою з одного боку і старим банком із другого було заплановано розриви шириною приблизно 5 метрів. Це дало змогу цікаво прив'язати споруду до оточуючої забудови. Окремо поставлений будинок із двох боків був композиційно з'єднаний із сусідніми будівлями кам'яними воротами. Це вигідно вирізняє його з-поміж банків, скажімо, на Хрещатику, які зводилися в один фронт із загальною забудовою вулиці. Крім того, будівля формує фронт забудови вулиці Інститутської і замикає перспективу Банкової вулиці. Це визначає містобудівне значення споруди, яка входить до історично складеного ансамблю Липок.
За проєктом О. В. Кобелєва у дворі будинку контори Держбанку було споруджено цегляний флігель для службовців. Його фасади витримані в тому ж стилі, що і корпуси банку. На чотирьох поверхах флігеля розміщувалися одно- і двокімнатні квартири для 32 службовців, а в підвальному поверсі було облаштовано погреби, комори і склад палива для банку. Кімнати флігеля опалювалися печами.

## Розширення будинку за проєктом Рикова

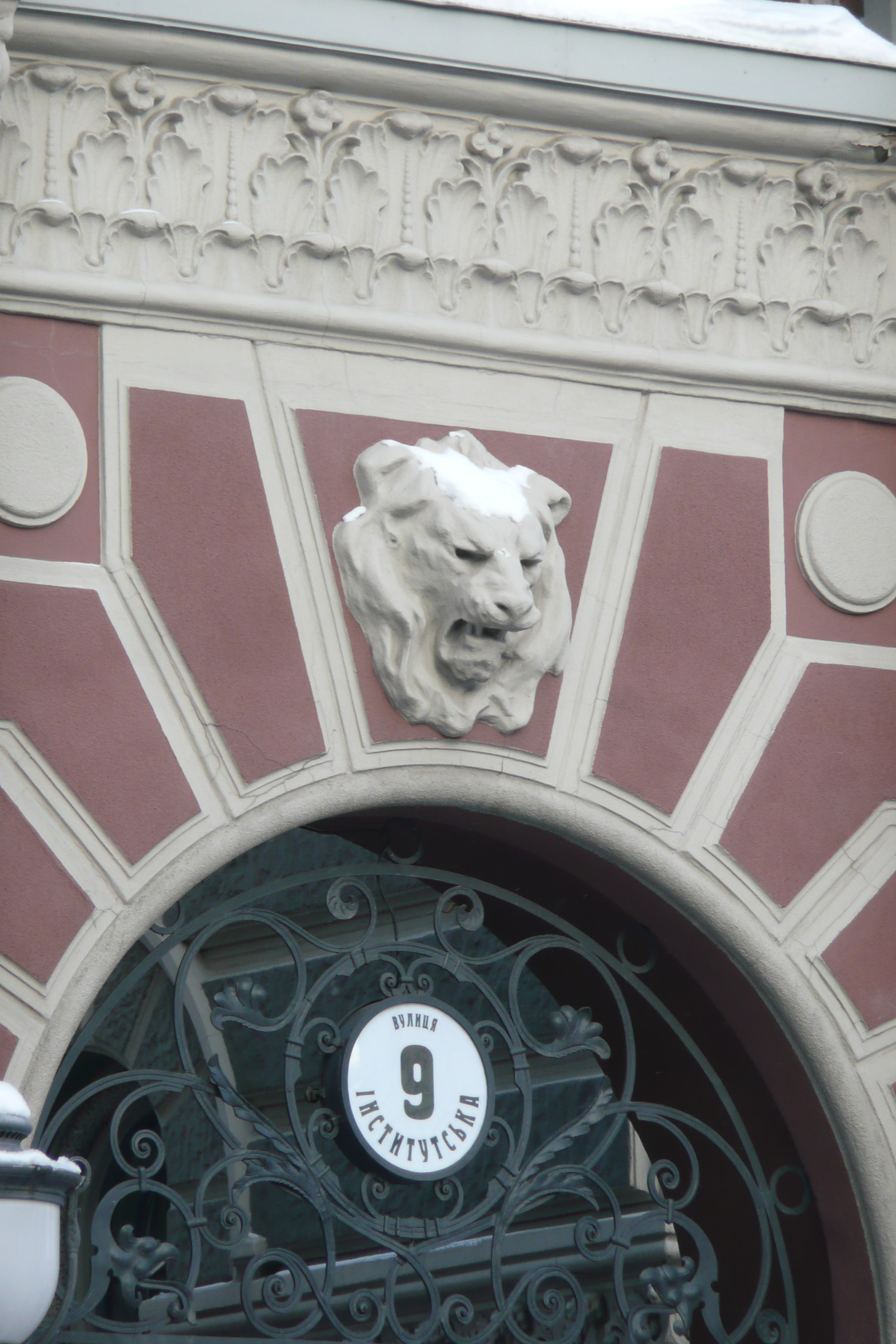

Хоча розміри приміщень банку визначалися з таким розрахунком, щоб «задовольнити потреби не менш як на п'ятдесят років», однак уже 1933 року (у зв'язку з майбутнім переведенням столиці УРСР із Харкова до Києва) будинок контори Держбанку перестав задовольняти зрослі потреби міста. Тому вирішили надбудувати ще два поверхи. За розробку проєкту надбудови береться О. В. Кобелєв у співавторстві з архітектором В. М. Риковим.
Розпочаті 25 лютого 1934 року будівельні роботи були завершені за вісім з половиною місяців — до 7 листопада. В історичній довідці, підготовленій 1974 року фахівцями інституту «Укрпроектреставрація» у зв'язку з реставрацією фасадів будинку контори Державного банку, наводяться цікаві технічні подробиці надбудови. Третій і четвертий поверхи мурували одночасно з підняттям даху. Тобто дах не знімали, як це робилося завше в таких випадках, а розрізали автогеном на сім частин (добре, що він був із металевих конструкцій) і поступово піднімали за допомогою джеків і домкратів. Після того, як кладку стін було завершено, частини даху встановили на чавунних подушках і знову зварили. Вага даху, піднятого на висоту 12 метрів, — 330 тонн, периметр — 400 метрів.
Завдяки майстерності архітекторів після реконструкції 1934 року будинок за своїми архітектурно-художніми якостями став ще кращим і виразнішим. Доля цієї споруди була справді щаслива. Достатньо уважно придивитися до старого приміщення банку — того, в якому контора містилася до 1905 року (вони стоять поряд на Інститутській). Над обома будинками надбудовано ще по два поверхи. Але якщо новий від цього лише виграв, то старий із розкішного двоповерхового красеня з ампірним портиком і колонами перетворився в звичайну (ба навіть недолугу) житлову кам'яницю.

## Загальний опис

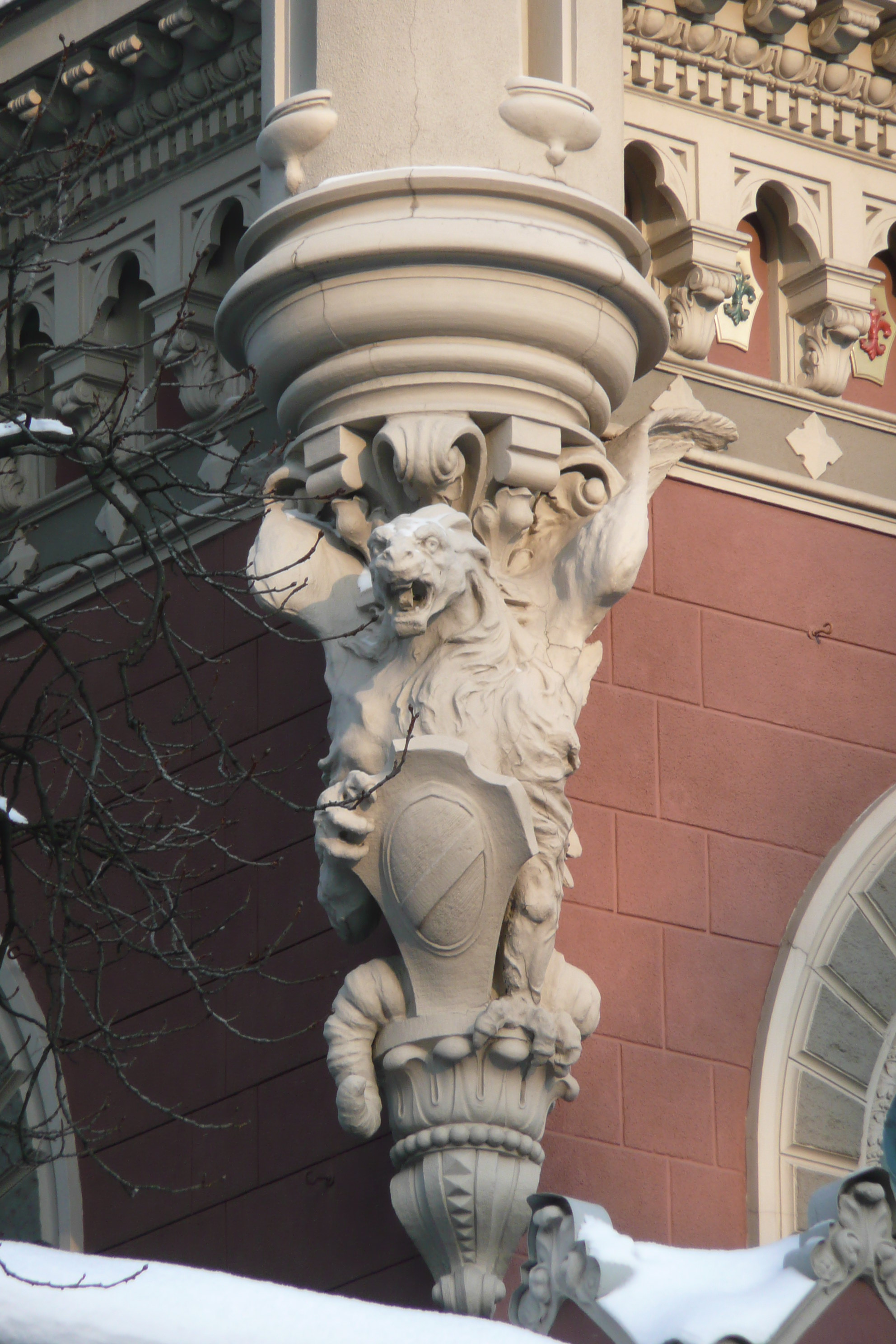

У плані будинок НБУ Н-подібний. Два паралельно розміщених чотириповерхових корпуси композиційно об'єднані головним приміщенням банку — двосвітловим операційним залом, багато оздобленим ліпним декором у техніці високого рельєфу і вітражами. Фасади будівлі виконано в стилі північноіталійської готики і раннього флорентійського Відродження з мармуровими колонами, вишуканим орнаментом, емблемами ремесел. Цегляні стіни головного фасаду облицьовано штучним каменем, що імітує сірий граніт і рожевий пісковик.
Композиційним центром головного фасаду є ошатний портал (тобто архітектурно виділений вхід), що включає колонаду перед входом із балконом. Портал дуже вдало підкреслено двома симетричними ризалітами по боках (ризаліт — виступаюча частина будинку). Вони надають споруді парадності і роблять виразнішим її стиль. Ризаліти прикрашені балкончиками і спареними налівциркульними вікнами, а завершуються невеликою аттиковою стінкою і легкими вежами на кутах.
Бокові частини головного фасаду прикрашені рядами правильно розмішених вікон. Парні вікна першого поверху розділені тонкими коринфськими колонками. На другому — великі прорізи з напівциркульним верхом заповнені парними вікнами з розеткою над ними. Підвіконні частини другого та четвертого поверхів прикрашені невеликими рустиками (рустика — облицювання стін камінням із грубо обтесаною поверхнею) і маскаронами у вигляді лев'ячих голів.
Монументальність будинку підкреслюється широким карнизом, прикрашеним майолікою. Наріжні сторони фасаду закріплені витими колонками з декоративними вежами, які підтримуються скульптурами величезних грифонів — крилатих левів, або напіворлів, напівлевів. Цікаво, то в античній міфології грифони вважалися охоронцями золотих копалень.
Художнє оформлення приміщень контори банку, яке доручили італійському скульптору Еліо Салі, у середині приміщення таке ж напрочуд гарне і урочисте. Інтер'єри відрізняються витриманістю стилізації, вдало вирішеним освітленням, зручністю та доцільністю внутрішнього планування. Тут теж багато ліплення та різьблення — особливо в операційному залі: скульптури античних богів Гермеса, Деметри, Афіни Паллади і Гефеста, сандрики (карнизи над дверними прорізами) і маскарони. По всьому периметру залу над балконом поміщено картуші — ліпні прикраси у вигляді щитів, на яких зображено різні емблеми і герби. У центрі стелі операційного залу зовсім недавно було відновлено в первісному вигляді розписане фарбами по склу зображення патрона Києва — архистратига Михаїла.
Брати Саля внесли нові методи у відливання ліпних прикрас і скульптур. Вони вперше застосували в Києві так звану набивку із цементу. Метод полягає в тому, що у форму не заливається алебастр, як робилося раніше, а набивається напівсухий замішаний цемент. Після висихання і зняття форми залишається цементний виріб, який має перед алебастровим ряд переваг, особливо при фасадних ліпленнях.
За своїми художніми якостями цей будинок є одним із найкращих серед споруд Києва XX століття.